# Nadvirna
Nadvirna (ukrajinsky Надвірна; rusky Надворная – Nadvornaja; polsky Nadwórna) je město v Ivanofrankivské oblasti na Ukrajině. Leží na východním úpatí Karpat na řece Bystrycji ve vzdálenosti 37 kilometrů na jihozápad od Ivano-Frankivska. V roce 2022 žilo v Nadvirně přes 22 tisíc obyvatel.
Přes Nadvirnu vede železniční trať Sighetu Marmației – Ivano-Frankivsk, která vede přes Rachiv do rumunského města Marmarošská Sihoť.

## Dějiny
Od roku 1349 náležela oblast k Polsko-litevské unii. Od roku 1772 po dělení Polska připadla do Habsburské monarchie, kde patřila do Haliče. Po první světové válce patřila do druhé Polské republiky, kde správně spadala od roku 1921 do Stanislavovského vojvodství. V roce 1939 byla přičleněna do Ukrajinské sovětské socialistické republiky, v letech 1941-1944 ji okupovala německá armáda a pak byla součástí Sovětského svazu.

## Partnerská města
- Krnov, Česko
- Prudník, Polsko